# An Bhroclais
An Bhroclais  is een dorp in het Ierse graafschap Donegal. An Bhroclais ligt aan de westkust van het graafschap.